# Persone di nome Brandon/Cestisti
| Questa pagina contiene informazioni ricavate automaticamente dalle voci biografiche con l'ausilio del template Bio e di un bot. L'aggiornamento è periodico e automatico e ricostruisce completamente la pagina. Se manca una persona in questa lista, sei pregato di non aggiungerla, ma accertati piuttosto che la sua voce biografica contenga il template Bio e che i dati anagrafici siano correttamente compilati. Se il template Bio manca, inseriscilo tu stesso o, in alternativa, metti l'avviso {{tmp\|Bio}} che ne segnala la mancanza. Se i dati riportati sono sbagliati, correggi direttamente la voce biografica; le modifiche saranno visibili in questa lista entro pochi giorni. Per chiarimenti vedi il progetto antroponimi. La lista contiene solo le 56 persone che sono citate nell'enciclopedia e per le quali è stato implementato correttamente il template Bio. Pagina aggiornata al 16 ott 2024. |

Questa è una lista di persone presenti nell'enciclopedia che hanno il nome Brandon e sono cestisti.

## A(2)
- Brandon Armstrong, ex cestista statunitense (San Francisco, n. 1980)
- Brandon Ashley, cestista statunitense (San Francisco, n. 1994)

## B(9)
- Brandon Bass, ex cestista statunitense (Baton Rouge, n. 1985)
- Brandon Boston, cestista statunitense (Norcross, n. 2001)
- Brandon Bowman, cestista statunitense (Beverly Hills, n. 1984)
- Brandon Brantley, ex cestista e allenatore di pallacanestro statunitense (Gary, n. 1973)
- Brandon Brooks, ex cestista statunitense (Irving, n. 1987)
- Brandon Brown, ex cestista statunitense (Houma, n. 1981)
- Brandon Brown, cestista statunitense (Phoenix, n. 1991)
- Brandon Brown, cestista statunitense (Tacoma, n. 1989)
- Brandon Brown, cestista statunitense (New Orleans, n. 1985)

## C(2)
- Brandon Clarke, cestista canadese (Vancouver, n. 1996)
- Brandon Costner, ex cestista statunitense (Montclair, n. 1987)

## D(2)
- Brandon Davies, cestista statunitense (Filadelfia, n. 1991)
- Brandon Dean, ex cestista statunitense (Monroe, n. 1979)

## E(1)
- Brandon Ewing, ex cestista statunitense (Chicago, n. 1986)

## F(2)
- Brandon Fields, cestista statunitense (Arlington, n. 1988)
- Brandon Freeman, ex cestista statunitense (Greenwood, n. 1983)

## G(4)
- Brandon Garrett, cestista statunitense (Phoenix, n. 1990)
- Brandon Gay, ex cestista statunitense (Houston, n. 1982)
- Brandon Gilbeck, cestista statunitense (Spring Green, n. 1996)
- Brandon Goodwin, cestista statunitense (Norcross, n. 1995)

## H(2)
- Brandon Heath, ex cestista statunitense (Los Angeles, n. 1984)
- Brandon Hunter, cestista statunitense (Cincinnati, n. 1980 - Orlando, † 2023)

## I(1)
- Brandon Ingram, cestista statunitense (Kinston, n. 1997)

## J(2)
- Brandon Jefferson, cestista statunitense (Flower Mound, n. 1991)
- Brandon Jennings, ex cestista statunitense (Compton, n. 1989)

## K(2)
- Brandon Knight, cestista statunitense (Miami, n. 1991)
- Brandon Kurtz, ex cestista statunitense (Fresno, n. 1978)

## M(3)
- Brandon McCoy, cestista statunitense (San Diego, n. 1998)
- Brandon Miller, cestista statunitense (Nashville, n. 2002)
- Brandon Mouton, ex cestista statunitense (Mount Kisco, n. 1981)

## P(3)
- Brandon Paul, cestista statunitense (Gurnee, n. 1991)
- Brandon Penn, ex cestista statunitense (Filadelfia, n. 1990)
- Brandon Peterson, cestista statunitense (Birmingham, n. 1990)

## R(4)
- Brandon Robinson, ex cestista statunitense (Huntsville, n. 1981)
- Brandon Robinson, cestista statunitense (Lake Wales, n. 1989)
- Brandon Roy, ex cestista e allenatore di pallacanestro statunitense (Seattle, n. 1984)
- Brandon Rush, ex cestista statunitense (Kansas City, n. 1985)

## S(4)
- Brandon Sampson, cestista statunitense (Baton Rouge, n. 1997)
- Brandon Sebirumbi, ex cestista statunitense (Fort Worth, n. 1990)
- Brandon Solazzi, cestista italiano (Cattolica, n. 1997)
- Brandon Spearman, cestista statunitense (Paragould, n. 1989)

## T(5)
- Brandon Tabb, cestista statunitense (Hampton, n. 1995)
- Brandon Taylor, cestista statunitense (West Hollywood, n. 1994)
- Brandon Thomas, cestista statunitense (Bitburg, n. 1984)
- Brandon Triche, cestista statunitense (Jamesville, n. 1991)
- B.J. Tyler, ex cestista statunitense (Galveston, n. 1971)

## U(1)
- Brandon Ubel, ex cestista statunitense (Overland Park, n. 1991)

## W(6)
- Brandon Wallace, ex cestista statunitense (Statesboro, n. 1985)
- Brandon Walters, cestista statunitense (Chattanooga, n. 1995)
- Brandon Williams, ex cestista e dirigente sportivo statunitense (Collinston, n. 1975)
- Brandon Williams, cestista statunitense (Encino, n. 1999)
- Brandon Wood, cestista statunitense (Kokomo, n. 1989)
- Brandon Woudstra, ex cestista statunitense (Orange City, n. 1980)

## Y(1)
- Brandon Young, cestista statunitense (Baltimora, n. 1991)